# U-2 (Kriegsmarine)
U-2 je bila nemška vojaška podmornica Kriegsmarine, ki je bila dejavna med drugo svetovno vojno.

## Zgodovina
Med 1. julijem 1935 in 1. majem 1940 je bila podmornica del šolske podmorniške flotilje.
15. marca 1940 je odplula na svojo prvo patruljo v Skagerrak, ki jo je končala 29. marca. 
Svojo drugo patruljo je začela 4. aprila 1940, ko je izplula iz Wilhelmshavna proti obali Norveške. Vrniti bi se morala 15. aprila, toda 8. aprila je potonila po nesrečnem trčenju s parnikom Helmi Söhle.
Umrlo je 16 članov posadke.

## Poveljniki
| Poveljniki |                 |                                  |                                       |
| Št.        | Čin             | Ime                              | Poveljstvo                            |
| 1.         | Kapitanporočnik | Hermann Michahelles              | 25. julij 1935 - 30. september 1936   |
| 2.         | Nadporočnik     | Heinrich Liebe                   | 1. oktober 1936 - 31. januar 1938     |
| 3.         | Kapitanporočnik | Herbert Schultze                 | 31. januar 1938 - 16. marec 1939      |
| 4.         | Nadporočnik     | Helmut Rosenbaum                 | 17. marec 1939 - 7. julij 1940        |
| 5.         | Kapitanporočnik | Hans Heidtmann                   | 7. julij 1940 - 5. avgust 1940 (v.d.) |
| 6.         | Nadporočnik     | Georg von Wilamowitz-Moellendorf | 6. avgust 1940 - oktober 1941         |
| 7.         | Nadporočnik     | Karl Kölzer                      | oktober 1941 - 15. maj 1942           |
| 8.         | Nadporočnik     | Werner Schwaff                   | 16. maj 1942 - 19. november 1942      |
| 9.         | Nadporočnik     | Helmut Herglotz                  | 20. november 1942 - 12. december 1943 |
| 10.        | Nadporočnik     | Wolfgang Schwarzkopf             | 13. december 1943 - 8. april 1944     |

## Tehnični podatki
| Kategorije                                    | Podatki       |
| --------------------------------------------- | ------------- |
| Teža (t): na površju pod površjem polna Teža  | 254 303 381   |
| Dolžina (m) - tlačni trup (m)                 | 40,90 - 27,80 |
| Širina (m) - tlačni trup (m)                  | 4,08 - 4,00   |
| Izpodriv (m)                                  | 3,83          |
| Višina (m)                                    | 8,60          |
| Moč (hp): na površju pod podvršjem            | 700 360       |
| Hitrost (vozlov): na površju pod podvršjem    | 13,0 6,9      |
| Doseg (milja/vozel): na površju pod podvršjem | 1600/8 35/4   |
| Torpeda/Torpedne cevi                         | 5/3 bočne     |
| Posadka                                       | 22-24         |
| Maksimalni potop (m)                          | 150           |